# Patinação artística nos Jogos Olímpicos de Inverno de 1960
Resultados das competições de patinação artística nos Jogos Olímpicos de Inverno de 1960 realizadas em Squaw Valley, Califórnia, Estados Unidos.

## Medalhistas
| Evento                        | Ouro                                  | Prata                                                    | Bronze                                              |
| ----------------------------- | ------------------------------------- | -------------------------------------------------------- | --------------------------------------------------- |
| Individual masculino detalhes | David Jenkins USA Estados Unidos      | Karol Divin TCH Checoslováquia                           | Donald Jackson CAN Canadá                           |
| Individual feminino detalhes  | Carol Heiss USA Estados Unidos        | Sjoukje Dijkstra NED Países Baixos                       | Barbara Roles USA Estados Unidos                    |
| Duplas detalhes               | Barbara Wagner Robert Paul CAN Canadá | Marika Kilius Hans-Jürgen Bäumler EUA Equipe Alemã Unida | Nancy Ludington Ronald Ludington USA Estados Unidos |

## Quadro de medalhas
| Ordem | País                   | Medalha de ouro | Medalha de prata | Medalha de bronze |   | Ordem por total |
| ----- | ---------------------- | --------------- | ---------------- | ----------------- | - | --------------- |
| 1     | USA Estados Unidos     | 2               |                  | 2                 | 4 | 1               |
| 2     | CAN Canadá             | 1               |                  | 1                 | 2 | 2               |
| 3     | TCH Checoslováquia     |                 | 1                |                   | 1 | 3               |
| 3     | EUA Equipe Alemã Unida |                 | 1                |                   | 1 | 3               |
| 3     | NED Países Baixos      |                 | 1                |                   | 1 | 3               |